# Сант'Елена II (Венеција)
Сант'Елена II је насеље у Италији у округу Венеција, региону Венето.
Према процени из 2011. у насељу је живело 50 становника. Насеље се налази на надморској висини од 8 м.